# Адельхиз (князь Беневенто)
Адельхиз (итал. Adelchi, лат. Adelchis; убит в 878) — князь Беневенто (854—878), сын Радельхиза I и Каретруды.

## Биография
Адельхиз стал князем Беневенто в 854 году после смерти старшего брата Радельгара, поскольку сын Радельгара, Вайфер, был ещё слишком молод. Во время своего правления Адельхизу приходилось постоянно вести борьбу за независимость беневентского княжества и отбиваться от врагов. Владения Адельхиза постоянно тревожили нападавшие с юга арабы, с севера — император Людовик II, с востока — византийцы.
В начале правления Адельхизу пришлось вести неудачную войну с мусульманами. В 860 году эмир Бари Савдан вторгся в Беневентское и Капуанское княжества и Адельхиз, не решаясь вступить с ним в сражение, был вынужден заплатить сарацинам дань в обмен на неприкосновенность своей столицы. Однако победа при Ариано-Ирпино, одержанная позднее Савданом над войском христиан, возглавлявшихся Ламбертом II Сполетским, Герардом III Камеринским и двумя гастальдами, привела к новым разорениям земель Адельхиза мусульманами. В дальнейшей борьбе с арабами князю Беневенто удалось заручиться поддержкой императора Людовика II. В 866 году христианские силы во главе с императором нанесли мусульманам крупное поражение, а в 871 году взяли Бари — столицу Барийского эмирата, тем самым покончив с мусульманским господством в Южной Италии.
После этой победы император Людовик попытался установить полный контроль над Южной Италией и ввёл войска в Беневенто — столицу княжества Адельхиза. Узнав об этом, Адельхиз составил против императора заговор, к которому присоединились правители нескольких итальянских владений — Гвефер Салернский, Сергий II Неаполитанский, Ламберт II Сполетский и Ламберт Камеринский. Задумал взять Людовика в плен, Адельхиз 13 августа со своими людьми совершил нападение на императора в беневентском княжеском дворце. После трёх дней борьбы император Людовик, его жена Ангельберга, их дочь и все бывшие с ними франки были захвачены в плен. Адельхиз отобрал у пленников все их сокровища, продержал их в заточении больше месяца и затем заставил Людовика в присутствии епископа Айо поклясться на мощах в том, что он никогда не вступит со своей армией в пределы беневентского княжества и никогда не будет мстить за совершённое над ним насилие. После данной императором клятвы, а также испугавшись новой высадки мусульман возле Салерно, Адельхиз 17 сентября выпустил пленников на свободу.
В 872 году Людовик прибыл в Рим, где был встречен со всеми почестями папой Адрианом II в Латеранском дворце, и изъявил желание освободиться от клятвы, которая была вынуждено дана им в Беневенто. Желание императора было охотно исполнено папой: 28 марта 872 года Адриан II перед собранием церковных иерархов и знати объявил, что Людовик освобождается от данной им клятвы. Адельхиз был объявлен врагом Рима, что вскоре вынудило его вступить в союзнические отношения с Византийской империей. В 878 году он был убит.
Адельхиз был последним лангобардским правителем, который внёс изменения в «Эдикт Ротари» — кодекс лангобардских законов.